# Lydkort
Et lydkort er et internt udvidelseskort til computere, der tillader input og output af lydsignaler til og fra en computer under kontrol af computerprogrammer. Udtrykket lydkort anvendes også til eksterne lydgrænseflader der bruger software til at generere lyd, i modsætning til hardware inde i pc'en.

## Farvekoder
| Farve | Farve     | Funktion                                                                                             | Stik     | Symbol                                         |
| ----- | --------- | --- | -------- | ---------------------------------------------- |
|       | Pink      | Analog mikrofon lydindgang.                                                                          | 3.5 mm   | En mikrofon                                    |
|       | Lyseblå   | Analog line-niveau lydindgang .                                                                      | 3.5 mm   | En pil går ind i en cirkel                     |
|       | Lime grøn | Analog line-niveau lydudgang for de vigtigste stereosignaler (fronthøjttalere eller hovedtelefoner). | 3.5 mm   | Pil gå ud den ene side af en cirkel i en bølge |
|       | Orange    | Analog line-niveau lydudgang til centerhøjttaler og subwoofer.                                       | 3.5 mm   |                                                |
|       | Sort      | Analog line-niveau lydudgang til surroundhøjttalere, typisk bageste stereo.                          | 3.5 mm   |                                                |
|       | Sølv/Grå  | Analog line-niveau lydudgang til surround valgfri side-kanaler.                                      | 3.5 mm   |                                                |
|       | Brun/Mørk | Analog line-niveau lydudgang til en særlig panorering, "Højre mod venstre højttaler .                | 3.5 mm   |                                                |
|       | Guld/Grå  | Game port / MIDI                                                                                     | 15 pin D | Pil gå ud på begge sider i bølger              |